# Battery (sång)
Battery är en låt skriven av James Hetfield, Lars Ulrich och Kirk Hammett, och inspelad av hårdrocksgruppen Metallica 1986 på albumet Master of Puppets och släppt på singel samma år. 
Låten börjar med ett lugnt gitarrstycke likt "Fight Fire with Fire" från deras föregående album, Ride the Lightning, men tempot blir sedan allt högre. Låten handlar om hänsynslöst våld och är 5:10 min lång.